# فرانك كيلسو
فرانك كيلسو (بالإنجليزية: Frank Kelso)‏ هو ضابط أمريكي، ولد في 11 يوليو 1933 في فايتيفيل في الولايات المتحدة، وتوفي في 23 يونيو 2013 في نورفولك في الولايات المتحدة.

## وصلات خارجية
- فرانك كيلسو على موقع إن إن دي بي (الإنجليزية)